# BK Minsk (féminin)
Ne doit pas être confondu avec BK Minsk.
 (février 2025).
 (février 2025).
Si vous disposez d'ouvrages ou d'articles de référence ou si vous connaissez des sites web de qualité traitant du thème abordé ici, merci de compléter l'article en donnant les références utiles à sa vérifiabilité et en les liant à la section « Notes et références ».
 (février 2025).
Le BK Minsk est un club biélorusse de basket-ball appartenant au Championnat de Biélorussie féminin de basket-ball, en première division. Le club est basé dans la ville de Minsk.